# Maison de Bonneterie

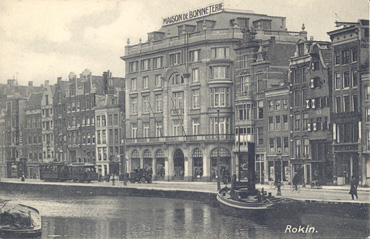
Maison de Bonneterie aan het Rokin in Amsterdam in 1912.

Maison de Bonneterie of kortweg De Bonneterie was een kleine, maar prestigieuze Nederlandse keten van modewarenhuizen, met vestigingen in Amsterdam, Den Haag, Laren en Heemstede. De eerste vestiging dateerde uit 1889. De winkels werden 24 augustus 2014 gesloten. Het bedrijf vroeg geen faillissement aan, maar stelde dat het door de "te lang aanhoudende recessie economisch niet langer verantwoord" was om de activiteiten voort te zetten. De naam, die verwees naar bonnetterie, bleef tot het eind gehandhaafd hoewel de zaak zich al in het begin van de twintigste eeuw had ontwikkeld tot modewarenhuis.

## Familiebedrijf

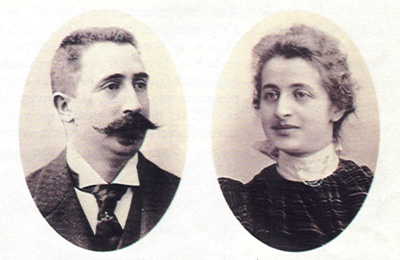
Joseph Cohen en Rosa Wittgenstein.

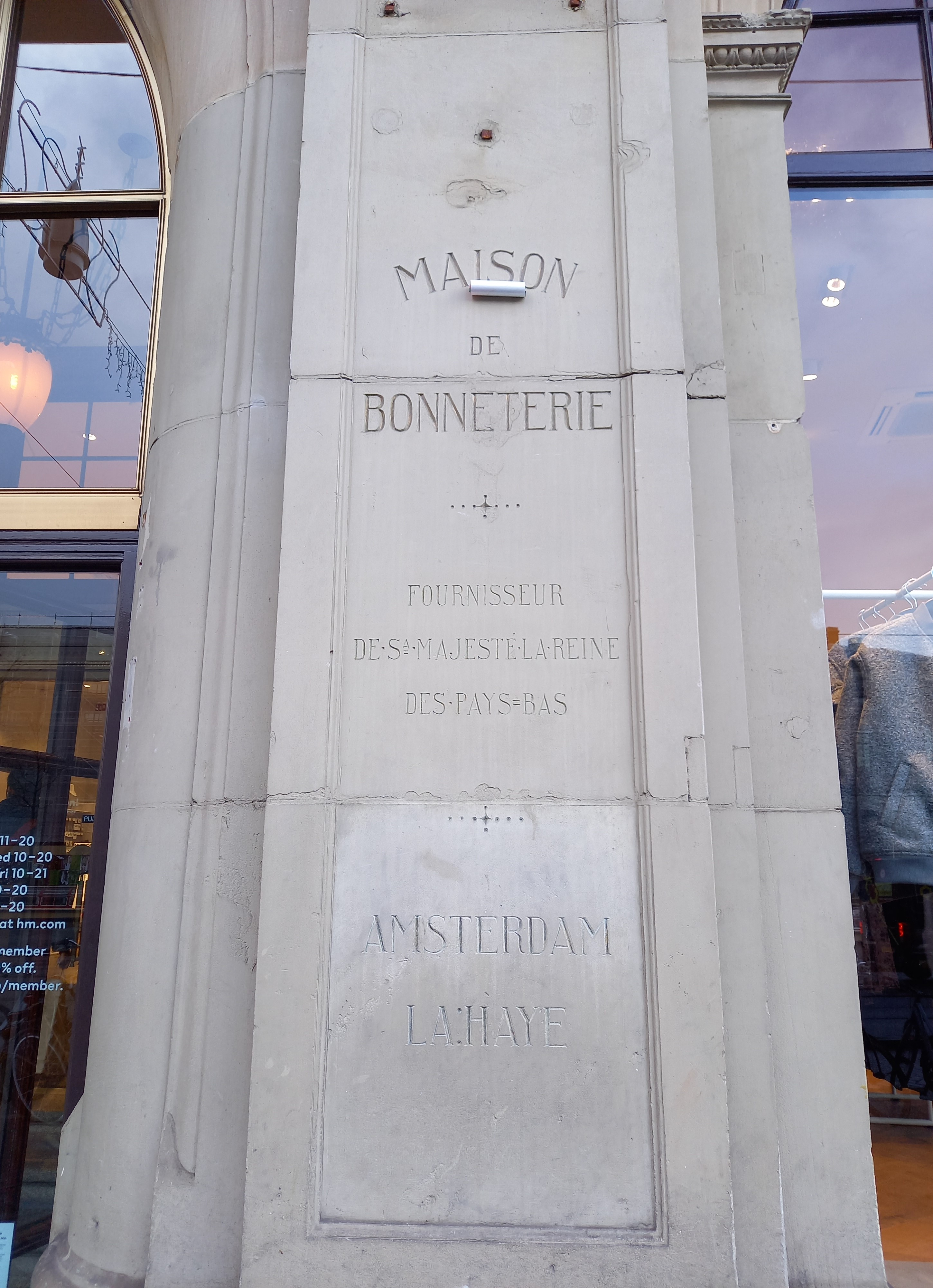
Maison de Bonneterie, Amsterdam.

Sinds 1887 woonde Joseph Cohen (Dinslaken, 1860-1924) in Amsterdam waar hij omstreeks 1912-1913 een villa liet bouwen aan de Koningslaan 12 naar een ontwerp van architect A. Jacot, later bekend als villa Rosa. Zijn vader was textielhandelaar en hoorde van Joseph dat de concurrentie van de Nederlandse bedrijven niet erg sterk was. Bovendien had Joseph tijdens zijn reizen Rosa Wittgenstein (Warburg, 1867-1949) ontmoet, die bij Modemagazijn Hirsch & Cie werkte, op de hoek van het Leidseplein en de Weteringschans. Zij was een nichtje van Sally Berg, een van de oprichters van Hirsch. In 1888 huurden Joseph Cohen en Rosa Wittgenstein het pand in Kalverstraat nummer 181, hoek Olieslagerssteeg. Enkele maanden later trouwden ze in Warburg en op 18 maart 1889 werd de eerste vestiging geopend. Al in 1901 verleende koningin Wilhelmina hen het predicaat 'Hofleverancier'. Op 31 augustus 1937 werd Rosa Cohen-Wittgenstein Ridder in de Orde van Oranje-Nassau.
In 1893 werd de winkel uitgebreid met Kalverstraat 179 en Olieslagersteeg 6. De architect A. Jacot maakte er, met zijn collega Willem Oldewelt, één geheel van, en in 1909 opende een chic en weelderig warenhuis zijn deuren. Primeur voor Amsterdam is de uitstalkast achter het raam: de étalage. In de loop der jaren werd nogmaals uitgebreid aan de kant van het Rokin. Het gebouw is sinds 1974 een rijksmonument.

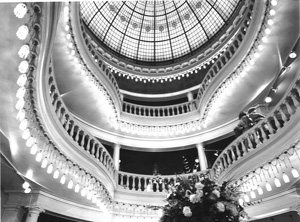
Interieur van het vernieuwde Maison de Bonneterie in Amsterdam (1909).

in 1921 werd het bedrijf overgenomen door twee neven, Alfred en Max Cohen, want Rosa en Joseph hadden geen kinderen. Voor het 50-jarig jubileum in 1939 bood het personeel aan het bedrijf vier gebrandschilderde ramen aan, die voor het trappenhuis in Amsterdam waren bestemd. De directie gaf haar personeel een gratificatie.
Nadat Nederland door Duitsland werd bezet moesten ondernemingen met een joodse directie voor 30 november 1940 worden aangemeld. Alfred en Max Cohen moesten hun zaak verlaten, maar bleven directeur. Door de Duitsers werd een Verwalter aangesteld. De familie Cohen kreeg in januari 1942 een vrijgeleide naar Portugal, in ruil voor schilderijen en emigreerde naar de Verenigde Staten. De winkels werden gesloten en van de werknemers, die bijna allen joods waren, kwamen er tijdens de oorlog 66 om in Duitse kampen.
Alfreds zoon Leo veranderde in de Verenigde Staten zijn naam in Colland. Hij werd in 1951 in de directie opgenomen. Later zouden ook niet-familieleden (Jo ter Braak en ? Witteveen) deel uitmaken van de directie. In 1982 nam Jim Colland de plaats van zijn vader Leo in.

## Den Haag

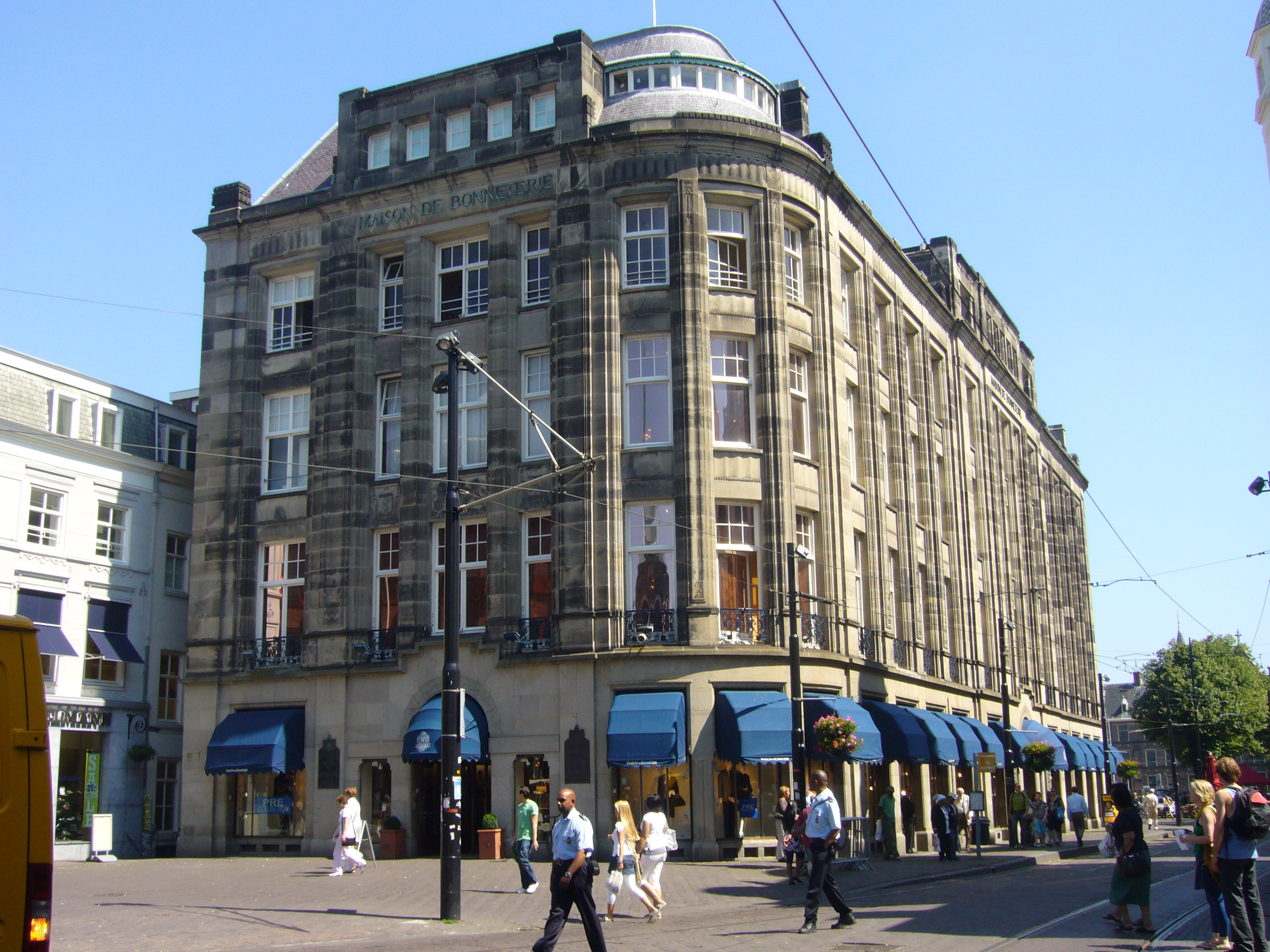
Maison de Bonneterie in Den Haag.

Het eerste filiaal van het Amsterdamse bedrijf werd in 1895 geopend op Gravenstraat 4. De latere Haagse vestiging werd in 1913 gebouwd in opdracht van Joseph Cohen, vlak naast het Buitenhof. Tevoren behoorde het perceel tot de oude Dagelijkse Groenmarkt, een groentemarkt die aansloot aan het Buitenhof. Het gebouw is een rijksmonument, en een voorbeeld van het type warenhuis dat in het begin van de 20e eeuw in veel Europese steden gebouwd werd.

## Rotterdam, Laren en Heemstede
Een derde filiaal, opende  in september 1981 in Rotterdam aan de Lijnbaan en werd als gevolg van een slechte economie in 1989 weer gesloten. In Laren had de Bonneterie lange tijd twee vestigingen; deze zijn in 2011 overgenomen door McGregor. 
 In Heemstede werd op 27 september 2007 op de Binnenweg 7-9 een nieuw filiaal van Maison de Bonneterie geopend, maar op 31 juli 2014 werd het alweer gesloten.

## Spelling
De eigennaam Bonneterie is in de traditionele Franse spelling. Het bedrijfstype (de soortnaam) wordt in het Nederlands geschreven als bonnetterie, met twee t's.